# エルッキ・メラルティン
エルッキ・グスタフ・メラルティン（Erkki Gustaf Melartin, 1875年2月7日 - 1937年2月14日）は、フィンランドの作曲家である。

## 生涯
メラルティンは、フィンランド大公国とロシア帝国本領との国境付近に位置するカレリア地方のカキサルミ（現ロシア連邦、プリオゼルスク）に生まれた。生没年はモーリス・ラヴェルと同一であるが、作風は全く異なる。同じフィンランドのジャン・シベリウスよりも10歳年下である。
1899年から1901年にかけてウィーンに留学し、ウィーン音楽院でロベルト・フックスに学んだ。帰国後、1908年から1911年まで、ヴィープリのオーケストラの指揮者を務めた。1911年からは、ヘルシンキ音楽院（現シベリウス・アカデミー）で教鞭を執り、1936年まで校長の職にあった。慢性的な病気のため、室内での活動が中心であった。
シベリウスの影に隠れて知名度は低いが、オスカル・メリカントやレーヴィ・マデトヤ、セリム・パルムグレンらと並んで20世紀初頭のフィンランド音楽の黄金時代を築いた。

## 主な作品
メラルティンの主要な作品は、6曲の交響曲、ピアノやヴァイオリンのための小品、そして歌曲である。
作風はおおむね民族主義的であり、シベリウス以上に叙情的な傾向を示す。ただし、指揮者としてマーラー作品のフィンランド初演をするなど、世紀末ウィーン音楽との濃厚なつながりから、後期の作品になるほど表現主義音楽の影響が濃い。

### 交響曲
第1番から第6番まで、6曲の交響曲が残されている。
- 交響曲第1番 ハ短調 作品30 （1902年）
- 交響曲第2番 ホ短調 （1904年）
単一楽章の曲であるが、事実上4つの楽章に分かれる。
- 交響曲第3番 ヘ長調 作品40 （1906/07年）
第1楽章の最初が提示される印象的で息の長い旋律が曲全体を支配する。ヘ長調とされているが、暗く情熱的な旋律が多い。
- 交響曲第4番 『夏の交響曲』 作品80（1912年）
メラルティンの交響曲としては、第3番と並んで代表的なもの。フィンランドの自然の描写を意図して作曲された。第3楽章では、ソプラノ・メゾソプラノ・コントラルトによる詠唱が加わる。
- 交響曲第5番『簡潔な交響曲』 作品90 （1916年）
マーラーやニールセンに倣って発展的調性が使われ、すべての楽章の調性が異なっている。
- 交響曲第6番 作品100 （1925年）
記念すべき作品番号100であるが、それまでの交響曲とは異なり、全面に不協和音が支配的であり、その中で浮かび上がるメロディがかろうじてロマン派の特色をとどめている。

### 管弦楽曲
- 組曲『眠れる森の美女』 （1911年）
- ヴァイオリン協奏曲 ニ短調 作品60 （1913年、1930年改訂）
- 結婚行進曲
フィンランドの結婚式では、メンデルスゾーンの結婚行進曲（『夏の夜の夢』から）ではなくこの結婚行進曲が奏でられることが多い。メンデルスゾーンの曲より、勇壮で堂々としている。

### 室内楽曲
- 4つの弦楽四重奏曲

### ピアノ曲
- 『悲しみの園』 作品52
「我ら二人」「愛の小径」「乞食の子の子守歌」「雨」「孤独」よりなる。特に「雨」が有名。
- 舟歌 作品59の1
- 24の前奏曲 作品85
- ピアノソナタ第1番『黙示録幻想』 作品111
- 6つの小品 作品118
「秋景色」「不思議な森」「魔女」「呪文」「鬼火」「小人の踊り」よりなる。

### 歌劇
- 『アイノ』（1908年）